# Seznam zápasů české a britské hokejové reprezentace
Toto je seznam zápasů české a britské hokejové reprezentace na MS.

## Mistrovství světa v ledním hokeji
| Datum     | Číslo | Česko | Výsledek | Zápas | MS   | Místo   | Branky České republiky                                                 |
| --------- | ----- | ----- | -------- | ----- | ---- | ------- | ---------------------------------------------------------------------- |
| 29.5.2021 | 1     | Česko | 6:1      | ZS    | 2021 | Riga    | 2x Libor Šulák • Lukáš Klok • Filip Hronek • Filip Chytil • Radan Lenc |
| 14.5.2022 | 2     | Česko | 5:1      | ZS    | 2022 | Tampere | 2x Matěj Blümel • Jakub Flek • David Jiříček • Jiří Černoch            |
| 18.5.2024 | 3     | Česko | 4:1      | ZS    | 2024 | Praha   | 2x Lukáš Sedlák • Jakub Krejčík • Ondřej Kaše                          |
| Zdroj     |       |       |          |       |      |         |                                                                        |